# Сибирская монета (игорная зона)
«Сибирская монета» — игорная зона в Алтайском крае. Создана распоряжением правительства России, по которому с 1 июля 2009 года все казино и игровые залы страны переводятся в четыре особые игорные зоны. Единственный объект зоны — гостинично-развлекательный комплекс с казино Altai Palace — здесь действует с 2014 года.

## История создания
9 февраля 2008 года было подписано распоряжение правительства о создании данной игорной зоны. Согласно ему, она разместится в Алтайском крае в 250 км от Барнаула, близ села Ая. Территория «Сибирской монеты» будет прилегать к территории создаваемой туристско-рекреационной зоны «Бирюзовая Катунь» (на расстоянии около 10 км). Ожидается, что стоимость проекта составит более 30 млрд рублей. Площадь игорной зоны — 2,3 тысячи гектаров.
Первое казино игорной зоны — в составе гостинично-развлекательного комплекса Altai Palace — заработало 1 ноября 2014 года. Оно стало первым легальным игорным заведением Сибири. Второй резидент игорной зоны, казанский игорный девелопер «Роял тайм групп», планировал начать строительство на арендованном участке в 15 гектаров в 2016—2017 годах.

## Комплекс Altai Palace
На момент открытия в 2014 году оказался готов только цокольный этаж с VIP-залами. Полностью объект планировалось запустить в апреле 2015 года. На первом должен расположиться гардероб на 500 человек, кафетерий и помещение для хранения оружия, два банкомата и два представительства банков (один из них Сбербанк, второй не выбран). Поиграть на первом этаже можно будет в большом игровом зале с «бюджетными» ставками в автомате от 500 рублей. Второй этаж отведут под ломбард, ресторан на 70 мест, административный комплекс и медицинский кабинет. Третий же целиком займёт гостиница. Позднее сообщалось, что полностью копмплекс заработает к октябрю 2016 года.
Всего за 2015 год Altai Palace посетили более 17 тысяч человек. С лета 2015 года по март 2016 года казино организовало 6 вертолётных рейсов из Новосибирска для вип-гостей. Комплекс также организует концерты известных музыкантов: в 2016—2017 годах здесь выступали Юрий Лоза, Вилли Токарев, Татьяна Овсиенко и другие исполнители.
Собственником этого комплекса является компания «Алти». По состоянию на июль 2016 года она на 70 % принадлежала Владимиру Кутьеву — гендиректору «Горно-Алтайск нефтепродукт», входящего в кузбасскую группу «Инрусинвест». По оценке компании, инвестиции в комплекс превысили 1,3 млрд рублей, а окупиться они должны через семь-десять лет.